# Nombre compost
Un nombre compost és un nombre natural que té més de dos divisors o bé aquell que essent natural i major que 1 no és primer. Cada nombre compost és un producte de factors primers, és a dir, es pot expressar com a resultat de la multiplicació de nombres primers.
Els nombres compostos són, igual que els nombres primers, infinits i, per tant, no és possible trobar un suprem en el conjunt dels nombres compostos. Aquests són, per ordre, 4, 6, 8, 9, 10, 12, 14, 15, 16, 18, 20, 21, 22, 24, 25, 26, 27, 28, 30, 32...